# Eriks Ādamsons
Eriks Ādamsons (ur. 22 czerwca 1907, zm. 28 lutego 1946) – łotewski pisarz i poeta, piszący w języku łotewskim. Eriks Ādamsons urodził się w Rydze na Łotwie, studiował prawo na Uniwersytecie Łotewskim. Pracował też jako tłumacz. Poślubił łotewską pisarkę Mirdzę Ķempe. Podczas II wojny światowej, w czasach niemieckiej okupacji pracował w księgarni. Ādamsons miał, z drugą żoną, syna o imieniu Askolds. Inspiracją dla jego prac były dzieła Knuta Hamsuna i Oscara Wilde.

## Prace
- Sudrabs ugunī (1932)
- Smalkās kaites (1937)
- Ģerboņi (1937)
- Saules pulkstenis (1941)
- Lielais spītnieks (1942)
- Sava ceļa gājējs (1943–1944)
- Sapņu pīpe (1951)